# Familistère (épicerie)
Pour les articles homonymes, voir Familistère.
 (mai 2013).
Familistère est une ancienne enseigne de distribution française de type coopératif issue des Docks rémois.

## Histoire

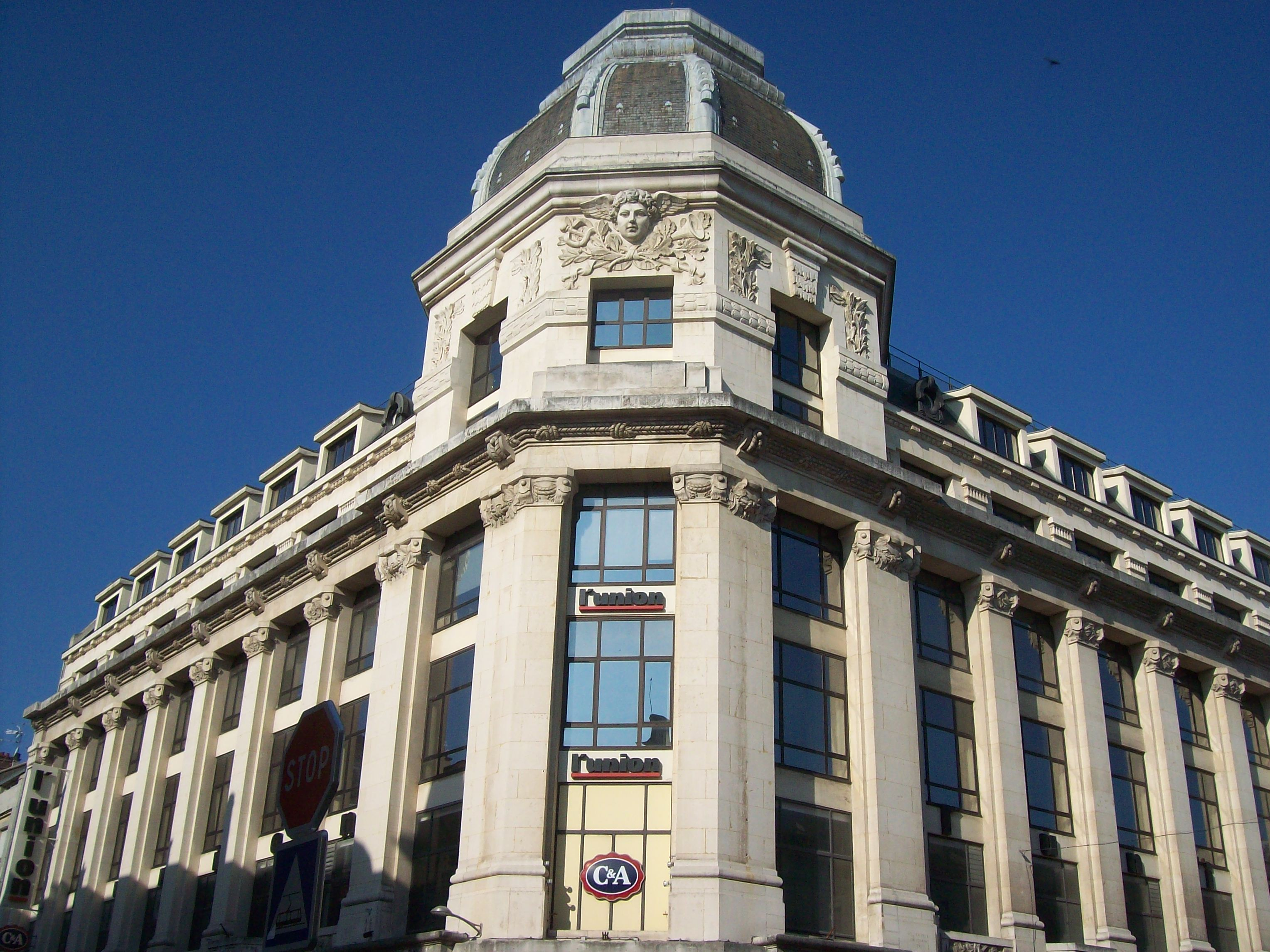
Vue actuelle du familistère à Reims.

- En 1887 : le groupe Docks Rémois a créé le magasin Familistère.
- En 1914 : on compte 850 succursales[1].
- En 1961 : elle a créé les supermarchés Famiprix et Superfamy.
- En 1972 : la marque est progressivement remplacée à la suite du changement d'enseignes, devenant dans certaines régions françaises les hypermarchés Radar.

## Références dans la littérature

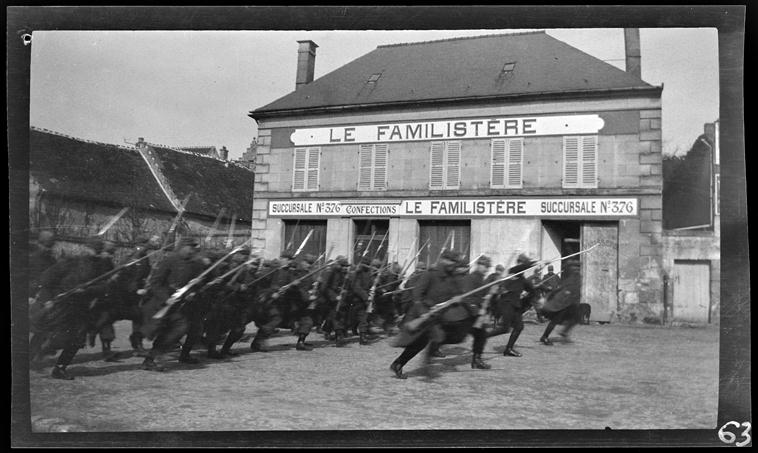
La succursale 376 dans l'Oise en 1914.